# Synetocephalus autumnalis
Synetocephalus autumnalis es una especie de insecto coleóptero de la familia Chrysomelidae.
Fue descrita científicamente en 1910 por Fall.